# Paula Sémer
Paula Sémer, née le 9 avril 1925 à Anvers et morte le 1er juin 2021, est une femme de télévision et femme politique belge flamande, membre de Sp.a.
Elle fut institutrice, actrice (INR), speakerine et productrice de télévision à la BRT.

## Carrière politique
- 1995-1999 : sénatrice élue direct

## Distinctions
- Commandeur de l'ordre de la Couronne
- Officier de l’ordre de Léopold

## Sources
- sa bio sur le site du Sénat belge